# وست اند گرلز
وست اند گرلز (به انگلیسی: West End Girls) ترانه‌ای از گروه دونفره سینث-پاپ انگلیسی، پت شاپ بویز است. این آهنگ که توسط نیل تنانت و کریس لو نوشته شده، دو بار به صورت تک‌آهنگ منتشر شد. اشعار این آهنگ مربوط به سبک و فشارهای زندگی و کلان‌شهری (اشاره به کوی وست اند لندن) است و تا اندازه‌ای از شعر سرزمین هرز از تی. اس. الیوت الهام گرفته شده‌است. این آهنگ با استقبال نسبتاً خوبی از سوی منتقدان موسیقی معاصر مواجه شد و از آن به‌عنوان یکی از آهنگ‌های برجسته در کارنامه گروه یاد می‌شود.
اولین نسخه این آهنگ توسط بابی اورلاندو تولید شد و در آوریل ۱۹۸۴ بر روی کلمبیا رکوردز (نشر بابکت)  منتشر شد و در ایالات متحده و برخی از کشورهای اروپایی به یک آهنگ دیسکویی موفق تبدیل شد. پس از اینکه گروه پت شاپ بویز با ئی‌ام‌آی قرارداد بستند، این آهنگ با تهیه‌کنندگی استیون هیگ برای اولین آلبوم استودیویی آنها، لطفا، دوباره ضبط شد. در اکتبر ۱۹۸۵، این نسخه جدید منتشر شد و در سال ۱۹۸۶ در بریتانیا و ایالات متحده به رتبه یک رسید.
در سال ۱۹۸۷، این آهنگ برنده بهترین تک‌آهنگ در جوایز بریت و بهترین آهنگ بین‌المللی در جوایز آیور نوولو شد. در سال ۲۰۰۵ و ۲۰ سال پس از انتشار، این آهنگ توسط آکادمی آهنگسازان و ترانه‌سرایان بریتانیا، جایزه آهنگ دهه (۱۹۹۴–۱۹۸۵) را دریافت کرد. نظرسنجی سال ۲۰۲۰ روزنامه گاردین، این آهنگ را به عنوان بهترین تک‌آهنگ شماره‌یک‌شده بریتانیا انتخاب کرد.
این آهنگ توسط پت شاپ بویز در اختتامیه بازی‌های المپیک تابستانی ۲۰۱۲ اجرا شد.